# Nuestra Señora de la Merced

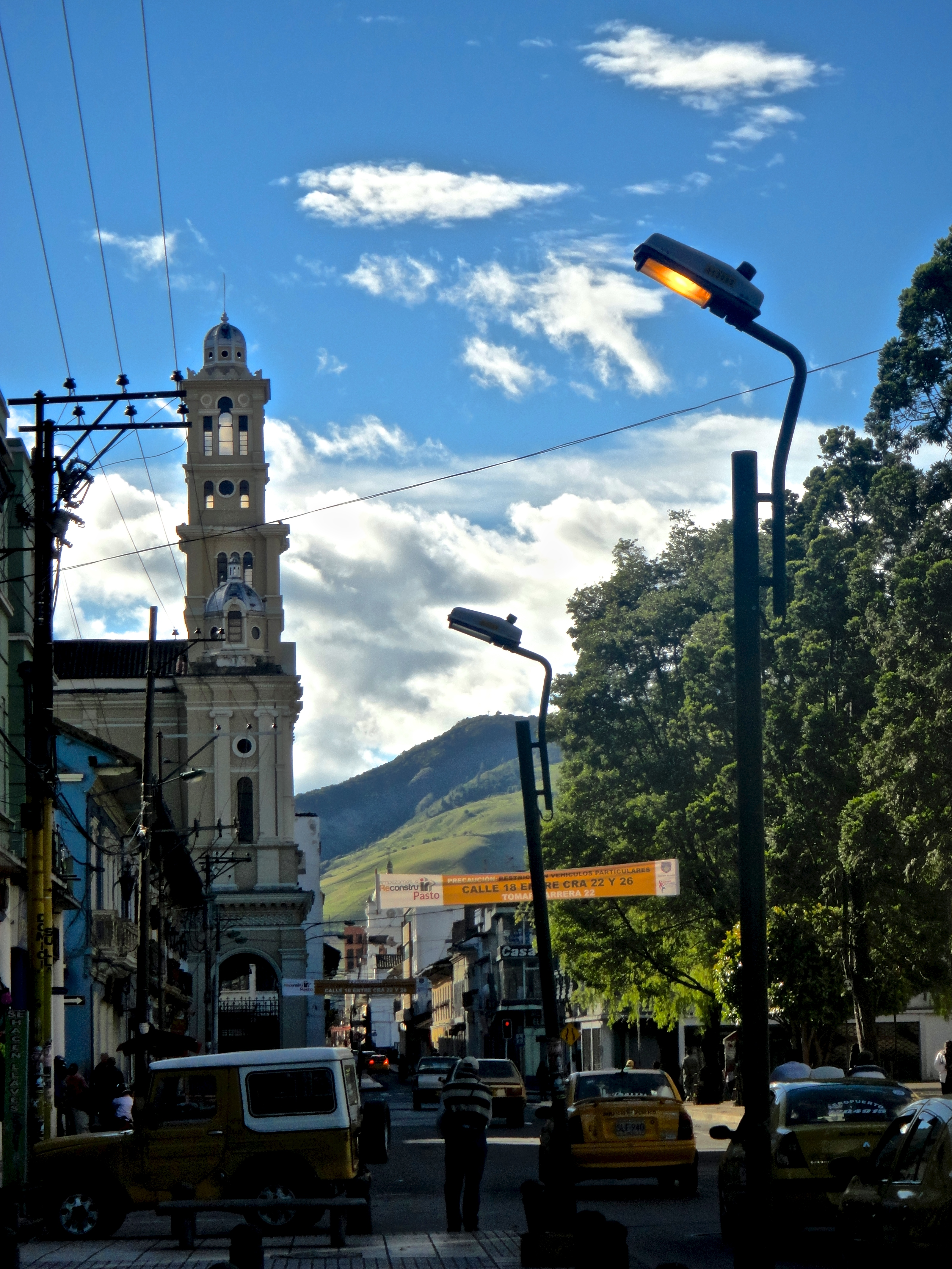
Die Iglesia de la Merced an der Calle 18 von Südosten her gesehen

Die römisch-katholische Kirche Nuestra Señora de la Merced befindet sich an der Calle 18 in Pasto. Die Kirche besteht aus drei Schiffen und einem Querschiff, die zusammen die Form eines Kreuzes ergeben. In ihr befindet sich eine spanische Statue der Schutzmantelmadonna, der Schutzpatronin der Stadt Pasto. Die spiralförmige Holztreppe wurde von Lucindo Espinosa geschaffen.